# ندیم رضا
ندیم رضا (انگلیسی: Nadeem Raza; ۲۳ ژوئن ۱۹۶۵ –) فرمانده نظامی اهل پاکستان است، که هم‌اکنون به‌عنوان رئیس ستاد مشترک نیروهای مسلح پاکستان فعالیت می‌کند.